# Suifenhe
Suifenhe (绥芬河 ; pinyin : Suífēnhé) est une ville de la province du Heilongjiang en Chine. C'est une ville-district placée sous la juridiction de la ville-préfecture de Mudanjiang.

## Démographie
La population du district était de 47 650 habitants en 1999.

## Histoire

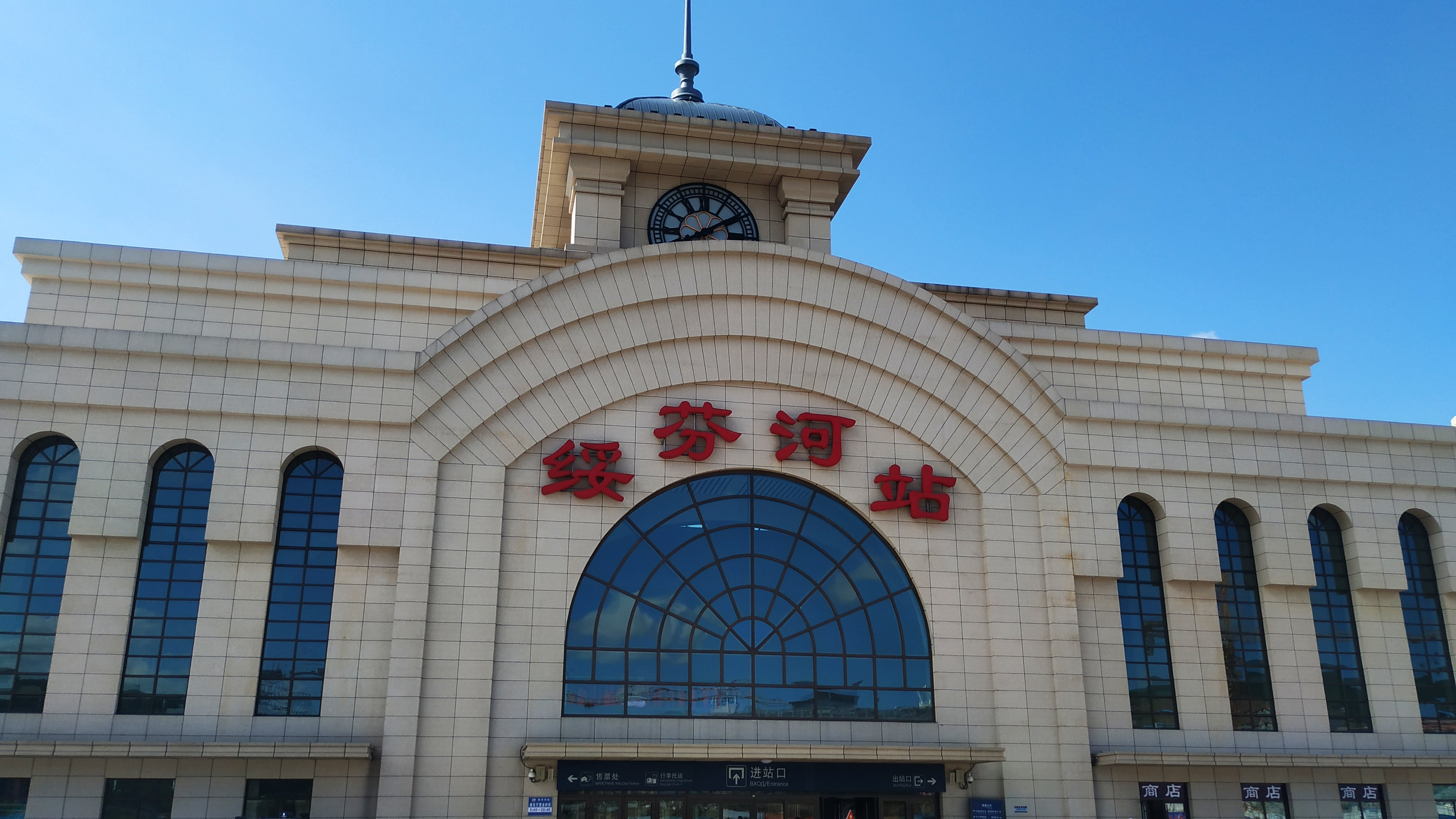
La gare.

L’origine de la ville est une gare du Chemin de fer de l’Est chinois portant le nom de Pogranitchnaïa (en russe : Пограничная) au début du XXe siècle. Suifenhe fut officiellement fondé en 1926.

## Actualité

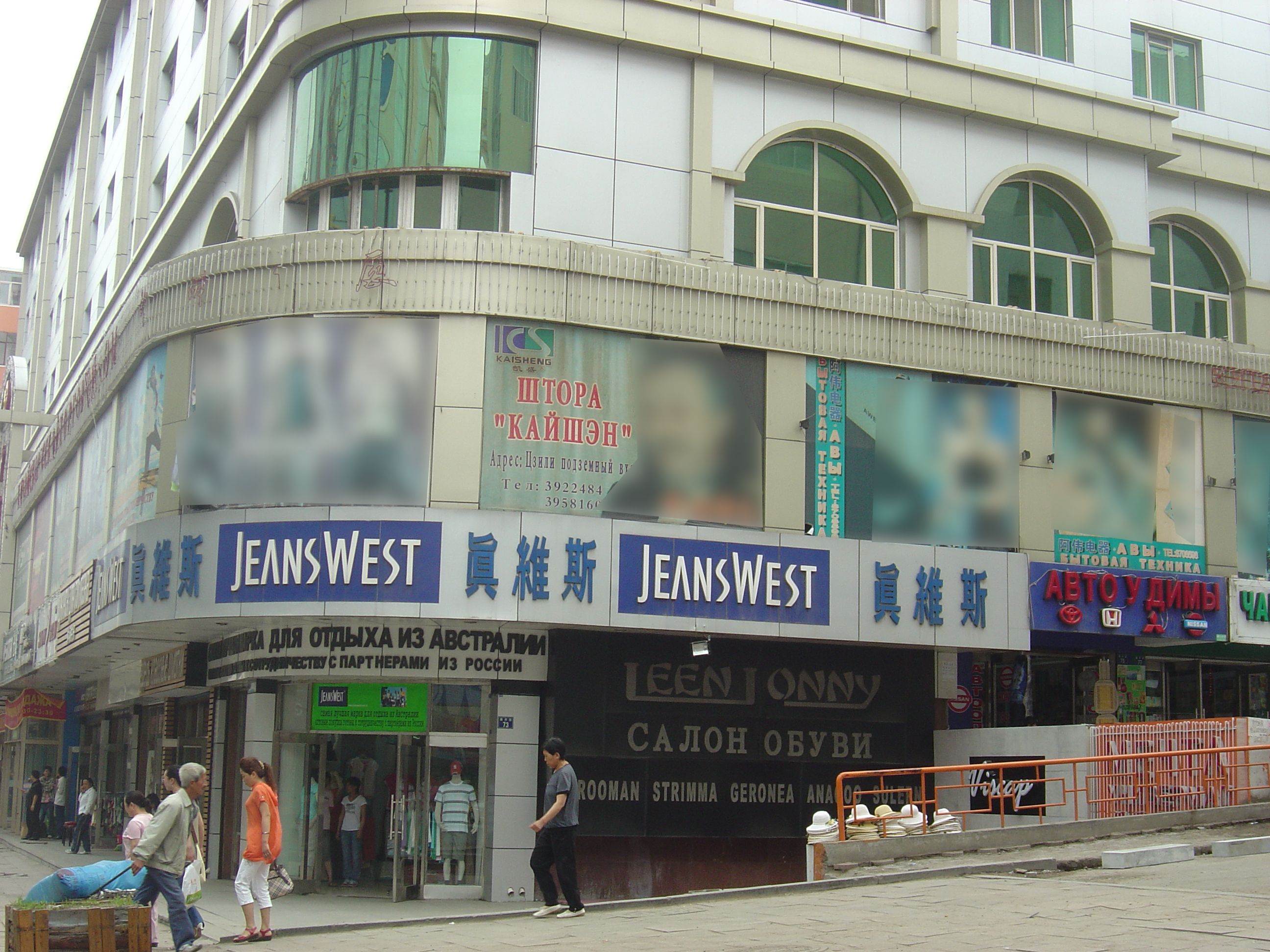
Centre commercial de Suifenhe. Notons les affiches en russe.

Depuis 2001, les résidents chinois et russes des provinces frontalières n'ont plus besoin de visa individuel pour traverser la frontière. Les résidents de Vladivostok (200 km) viennent régulièrement à Suifenhe en shop-tour pour un peu plus de cent euros. La ville s'est énormément développée et est devenue un temple de la consommation.